# Eric Moxey
Eric Lawrence Moxey, CJ (14 de abril de 1894 - 27 de agosto de 1940) fue un oficial de la Reserva de Voluntarios de la Real Fuerza Aérea que recibió de forma póstuma la Cruz de Jorge por intentar desactivar bombas pertenecientes al bando enemigo en un aeródromo aliado en 1940.

## Primeros años y familia

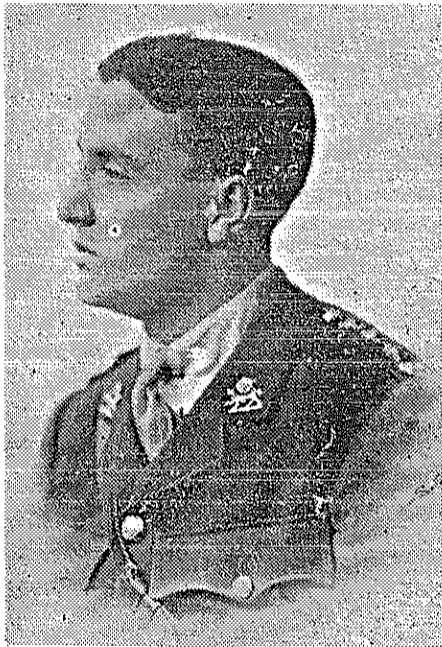
Eric Lawrence Moxey durante la Primera Guerra Mundial

Eric Lawrence Moxey nació en Sao Paulo, Brasil. Hijo de padres ingleses: William Hall Moxey (director de la Compañía de Ferrocarriles de Sao Paulo) y Margaret Moxey, fue educado en Inglaterra en la Malvern School y la Universidad de Sheffield mientras trabajaba en la ciudad de Vickers Limited. Era un motociclista entusiasta, lo que lo llevó a conseguir algunos logros en Brooklands y el TT de la Isla de Man, donde ganó una medalla de oro por el primer lugar en la categoría de aficionado.
En 1914, cuando estalla la Primera Guerra Mundial, Moxey ingresa al ejército británico para prestar servicios como efectivo de infantería. Su primer despliegue fue en el primer día del Somme, como teniente en el 7.º Pelotón del 12.º Regimiento de York y Lancaster (Batallón de la ciudad de Sheffield) y fue uno de los cuatro hombres que regresaron con vida ese día. Continuó en el ejército hasta el año 1917, cuando, Habiendo obtenido el rango de capitán, fue transferido al Real Cuerpo Aéreo .
En el año 1916, Moxey contrajo matrimonio con May Arthur Clark, hija de William Clark (el entonces director general de "Vickers") y hermana del capitán William S. Clark, ex-camarada de Moxey con quien luchó en la Primera Guerra Mundial, falleciendo el primer día del Somme.
En el año 1919, Moxey dejó el Real Cuerpo Aéreo y regresó a Sheffield para desempeñarse como Director de Ventas de la compañía Vickers. Permaneció en la organización hasta 1926, cuando se convirtió en director general de la "New Conveyor Company" en Smethwick. En 1935, conformó la  "Moxey Conveyor Company", que más tarde se convertiría en "Babcock Moxey", y terminaría seindo comprada por Claudius Peters, una de las empresas de Langley Holdings.
Moxey y May tuvieron cuatro hijos:
- Douglas Erskine Moxey (1918-1984): sirvió en la Reserva de Voluntarios de la Royal Navy a bordo HMS Ark Royal durante la Batalla de Spartivento, HMS Eagle y HMS Emperor. Más tarde, Douglas se hizo cargo de la dirección de Babcock Moxey cuando Eric fue asesinado.
- Nigel Hall Moxey (1921-1942): oficial piloto de la Reserva de Voluntarios de la Royal Air Force. Fue derribado y asesinado en El Cairo en agosto de 1942, formando parte de la preparación de la batalla de Alam el Halfa. Está enterrado en Heliópolis .
- Jonathan Kirkwood Moxey (1924–1985): Jack, como se le conocía, sirvió como navegante en el Motor Launch 269 durante la invasión del norte de Francia del Día D, habiendo sido adscrito de su función como observador en el Fleet Air Arm.[4] Posteriormente trabajó para varias empresas de ingeniería antes de retirarse a Alderney en 1972 por problemas de salud.
- William Hall Moxey (1924-2011)

## Segunda Guerra Mundial
Después del estallido de la Segunda Guerra Mundial, Moxey se ofreció como voluntario y fue asignado a los Servicios de Inteligencia de la Real Fuerza Aérea, como parte del equipo de "Operaciones Especiales", donde se le asignó la tarea de desactivación de bombas, lo que lo llevó a convertirse en un pionero en la investigación de bombas y armamentos enemigos. Durante su estadía en los Servicios de Inteligencia, inventó el "Extractor de Fusible", modelo original de desactivación segura de bombas alemanas 

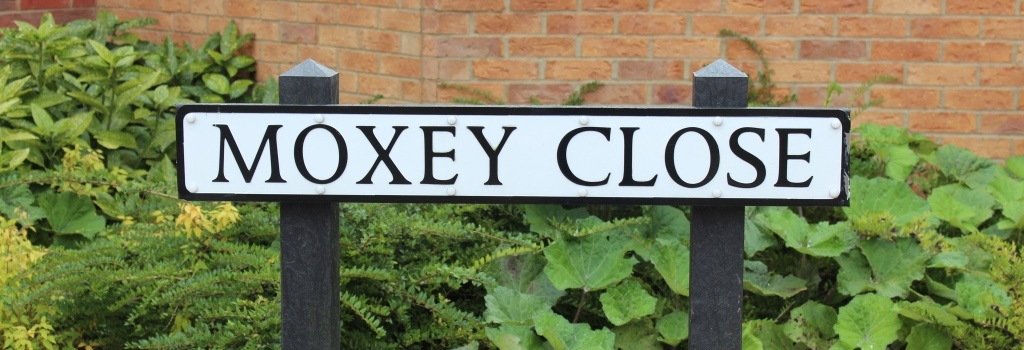
Señal de tráfico en honor a Eric Lawrence Moxey, asesinado en Biggin Hill en 1940.

Después de una incursión de la Luftwaffe en el aeródromo de Biggin Hill el 27 de agosto de 1940, Moxey, quien entonces cumplía funciones como líder de escuadrón, fue solicitado para retirar las bombas sin detonar que habían quedado plantadas en una pista de dicho aeródromo. En el proceso de su tarea, desactivó con éxito de una bomba, abriendo la pista a los pilotos de combate de la RFA para defender la capital. Sin embargo, cuando intentó despejar la segunda, esta explotó, acabando con su vida de forma instantánea.
Es por este honorífico acto que recibió la Cruz de Jorge, convirtiéndose en la primera persona en recibir la medalla póstumamente. Fue distinguido por medio de la edición del 17 de diciembre de 1940 del periódico inglés "The London Gazette", la cual : 

The King has been graciously pleased to approve of the posthumous award of the George Cross to :—

Acting Squadron Leader Eric Lawrence Moxey (73498), Royal Air Force Volunteer reserve.

On the 27th August, 1940, it was reported that two unexploded bombs were embedded in an aerodrome. Squadron Leader Moxey, a technical intelligence officer employed at the Air Ministry, immediately volunteered to proceed to the site and remove them, though from the nature of his duties he was very fully aware of the risk entailed in such an operation. One of the bombs exploded causing his death. On many occasions Squadron Leader Moxey has exhibited similar complete disregard for his personal safety.

Desde entonces, Moxey ha sido recordado con una carretera nombrada en su honor, en un barrio situado al lado del aeródromo de Biggin Hill.

## Otras lecturas
- Owen, James (2010). Danger UXB. Little, Brown. ISBN 978-1-4087-0255-0.
- M-M, S (1941). Together We Fly A Salute to Airmen. Geoffrey Bles.